# Résidence du sous-préfet (Saint-Laurent-du-Maroni)
Pour les articles homonymes, voir Résidence du sous-préfet.
La Résidence du sous-préfet est un monument historique de Guyane situé dans la ville de Saint-Laurent-du-Maroni.
Le site est classé monument historique par arrêté du 4 juin 1993.